# Psittacara erythrogenys
El loro máscara roja o aratinga de Guayaquil (Psittacara erythrogenys) es una especie de ave psitaciforme de la familia Psittacidae nativa del oeste de Ecuador y el noroeste de Perú. Ha sido el décimo loro neotropical en la cantidad de importaciones a Estados Unidos con más de 26 000 individuos entre 1981-1985, y se ha asilvestrado en California.
Llamado así por Guayaquil, la capital de la provincia de Guayas en Ecuador, el loro todavía actuaba allí por miles en la década de 1970. Debido al comercio de mascotas y la pérdida de hábitat, la población de loros ha disminuido drásticamente. No se ha observado una bandada de más de 200 aves desde 1987.

## Descripción
Los loros de cabeza roja miden en promedio unos 33 cm de largo, de los cuales la mitad es la cola. Son de color verde brillante con una cabeza mayormente roja en la que el anillo ocular pálido alargado es conspicuo; la nuca es verde. Además, las coberteras inferiores de las alas menores y medianas son rojas, y hay algo de rojo en el cuello, los muslos y el borde delantero de las alas. Los juveniles tienen plumaje verde, hasta que sus primeras plumas rojas aparecen alrededor de los cuatro meses de edad. Su llamada es bisílaba, áspera y fuerte.
En sus primeros meses la cría no presenta la coloración rojiza en la cabeza, sino al cumplir el primer año de edad. Tiene patas de disposición zigodáctila (dos dedos hacia adelante y dos hacia atrás), permitiéndoles trepar y sujetarse con seguridad. Caminan torpemente en el suelo, pero son trepadores excelentes, empleando su pico a modo de garfio para desplazarse entre las ramas. 

## Distribución y hábitat
El loro de cabeza roja es un ave endémica del Golfo de Guayaquil, que comprende la costa sudoeste de Ecuador y norte de Perú, donde viven principalmente en la selva y el bosque caducifolio. También pueden prosperar tanto en regiones semiáridas como en regiones suburbanas. Si bien pueden vivir hasta a 2500 m s. n. m., generalmente se encuentran por debajo de la marca de 1500 m. Su amplia distribución y popularidad como mascotas contribuye a su exitosa introducción en otras áreas luego de su liberación, especialmente en las áreas del sur y oeste de los Estados Unidos como aves salvajes exóticas. Tienen rangos y áreas de distribución restringidos, y únicamente se encuentran en donde existen remanentes de Bosque Seco en las provincias de Manabí, Guayas, El Oro y Loja en Ecuador; y Tumbes, Piura y Lambayeque en el Perú. También habitan la ciudad capital peruana de Lima y en el norte de Chile (Valle de Azapa). 

### Poblaciones silvestres
Se introdujeron loros de cabeza roja que fueron liberados como mascotas en España. Constituyen la mayor parte de la población salvaje en San Francisco, lo cual está documentado en la película The Wild Parrots of Telegraph Hill de Judy Irving, basada en el libro del mismo nombre de Mark Bittner. También se ven en parte de Hawái. Se han observado poblaciones reproductoras de loros salvajes en California en San Francisco, San Diego, Los Ángeles, el valle de San Gabriel, Sunnyvale, el condado de Orange, Palo Alto y Long Beach. Las aves han sido observadas alimentándose de frutos y flores y anidando en palmeras.

## Comportamiento
En invierno se agrupan en bandadas numerosas, entre 20 y 40, para recorrer el campo, moviéndose por distintos lugares según la época de floración y fructificación de los árboles de la Región de Tumbes (norte del Perú). La función que cumplen dentro del bosque es la de diseminar las semillas de los frutos que comen, llevándolas hacia otros lugares; es decir, son un “medio de transporte” natural de semillas de las diferentes especies de plantas, con lo que aseguran su propagación a través del bosque.

### Alimentación

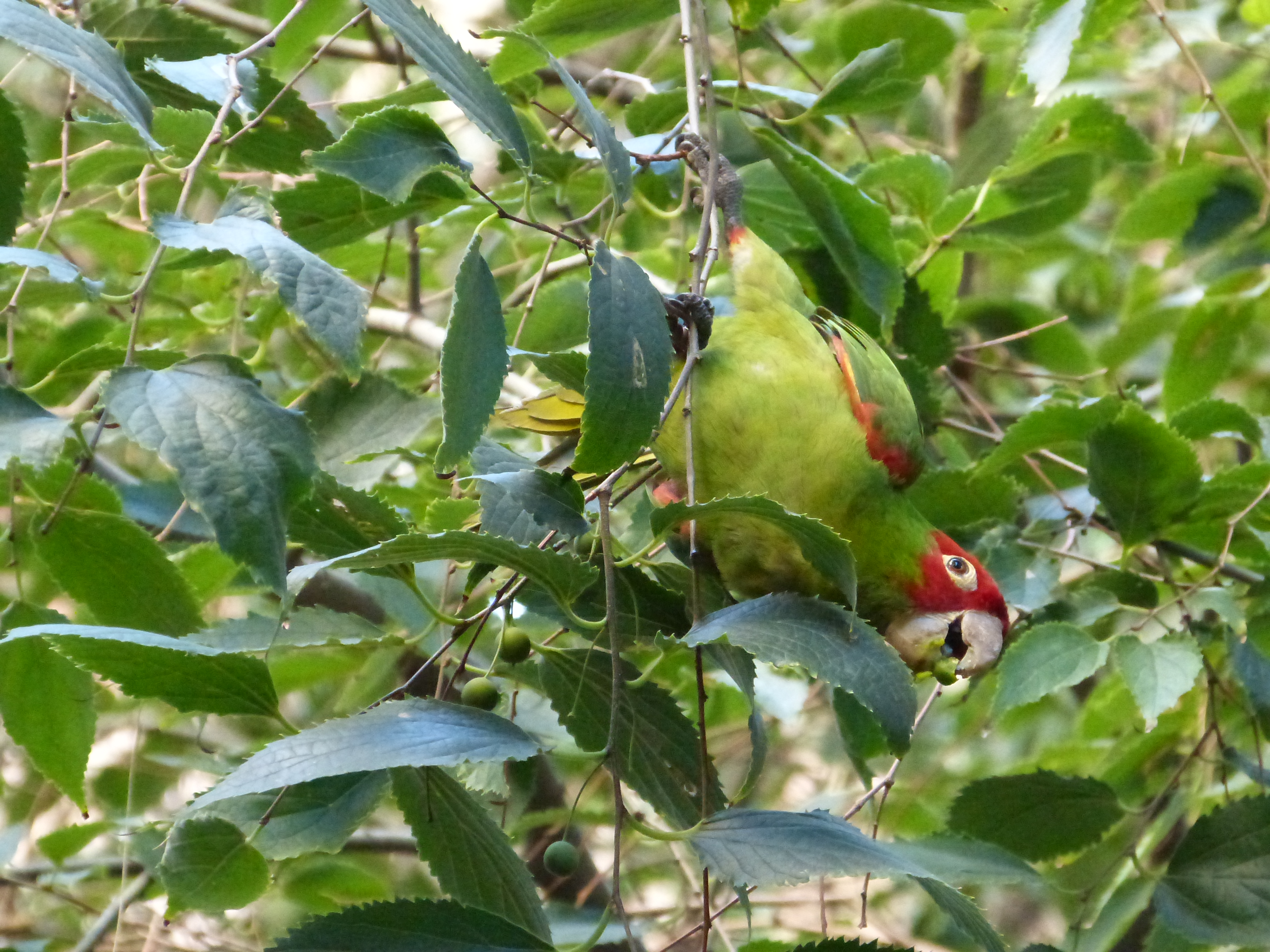
Ejemplar alimentándose en un Celtis australis en Valencia.

En cuanto a su dieta, se alimenta principalmente de granos y semillas, que pueden romper con facilidad gracias a su gran lengua gruesa y musculosa. También les gustan las frutas y verduras, como las naranjas, mangos, brócoli o maíz. 
Cuando fueron introducidos en España y Estados Unidos, entre otros países, complementaron su dieta con frutos de palmeras, Celtis australis, etc.

### Reproducción
La temporada reproductiva de esta especie inicia entre marzo y abril, y al igual que muchos otros loros, anida en huecos de árboles y sólo tiene una pareja durante toda su vida (son monógamos). La hembra pone de 2 a 4 huevos, los cuales incubará durante 24 días. Las crías empluman después de 50 días con plumaje verde. 

## Amenazas
Actualmente, los loros cabeza roja están catalogados como especie casi amenazada, siendo sus principales amenazas el comercio ilegal como mascotas, donde los pichones son capturados en sus propios nidos y traficados junto con los loros adultos. También la deforestación de los bosques para el establecimiento de cultivos agrícolas o inmuebles han hecho que la población de esta especie decrezca rápidamente.